# Ann-Britt Furugård
Ann-Britt "Ampan" Furugård, ogift Carlsson, född 10 december 1956, är en svensk tidigare handbollsspelare (vänsternia). Under 1970- och 1980-talet var hon den stora stjärnan inom svensk handboll, då hennes klubb Stockholmspolisens IF dominerade sporten. Tillsammans med Lena Zachrisson (mor till Mattias Zachrisson) blev de Sveriges första utlandsproffs på damsidan i handboll, 1983 i Italien.

## Karriär
Ann-Britt Furugård, då Carlsson, började sin karriär i Stockholmsklubben IK Bolton men bytte klubb till Stockholmspolisens IF 1970. Hon gjorde landslagsdebut 1974 och vann under 1970-talet sju SM-titlar med klubben. Hon var den damspelare som först gjorde 100 landskamper. Säsongen 1980/1981 fick hon utmärkelse Årets handbollsspelare i Sverige, den första damspelaren att få utmärkelsen. Hon spelade totalt 130 landskamper för Sverige 1974-1986. Sista landskampen var den 8 november mot Danmark i Sagunto, förlust 11-13. Ann-Britt Carlsson gjorde ett mål.
Ann-Britt Furugård och Eva Älgekrans vann under sin tid i Stockholmspolisens IF under 1970- och 1980-talet totalt nio SM-guld, ett rekord som  först 2016 slogs av Ida Odén från IK Sävehof med tio titlar. Efter två år som handbollsspelare i Brixen i norra Italien kan hon både tyska och italienska. Efter sina två år i Italien återvände hon till Stockholmspolisen under 2 år.

## Yrkesliv och privat
Furugård arbetade  som supporterpolis på länskriminalpolisen i Stockholm. Hon var säkerhetsansvarig för handbolls-EM 2006 i Stockholm. Hon har varit med och byggt upp en Europaanpassad polisstyrka i Kosovo och Bosnien efter Balkankriget. Idag är hon pensionerad. Hon gifte sig 2007 med poliskollegan Lars Furugård (1947-2011).